# Avenue Georges-Bernanos
L'avenue Georges-Bernanos est une voie située dans le quartier du Val-de-Grâce dans le 5e arrondissement de Paris.

## Situation et accès
L'avenue Georges-Bernanos est desservie par le RER B à la gare de Port-Royal.

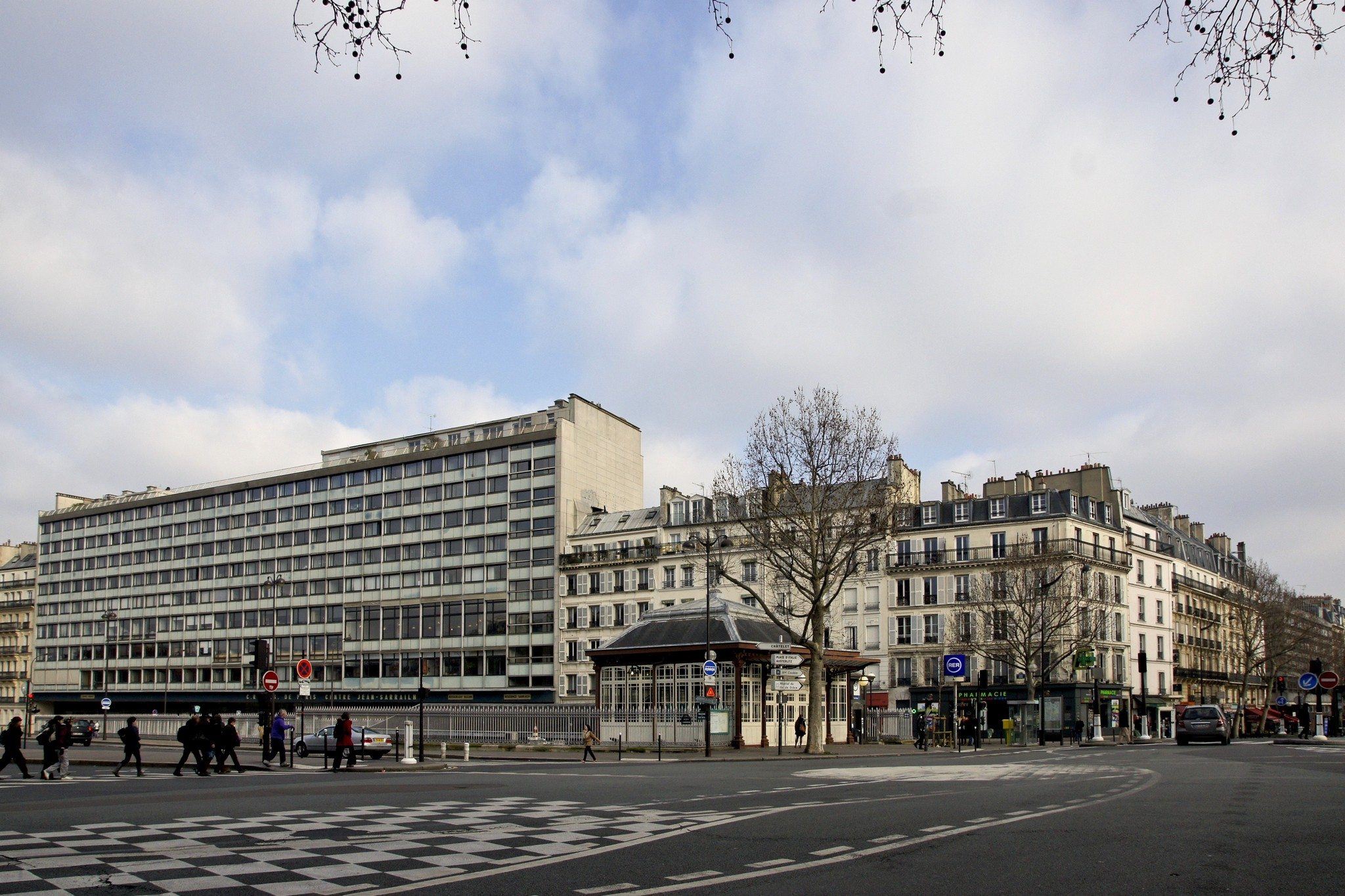
L'avenue Georges-Bernanos borde la gare de RER Port-Royal.

## Origine du nom

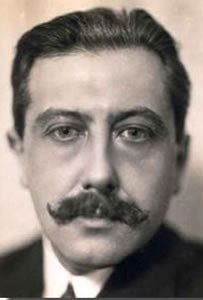
Georges Bernanos.

Cette voie porte le nom de l'écrivain Georges Bernanos (1888-1948).

## Historique
Ancienne partie de l'avenue de l'Observatoire, elle a reçu son nouveau nom en 1967.

## Bâtiments remarquables et lieux de mémoire
- L'avenue longe en surplomb la gare de Port-Royal.
- Le CROUS Jean-Sarrailh aux nos 33-39. Il est construit en 1961[1]
- Statue de Georges Bernanos.